# Domagalski Potok
Domagalski Potok (Domagalski) – potok, lewy dopływ Chrobaków Potoku.
Potok wypływa ze źródła na wysokości 870  m w dolinie wcinającej się między szczyty: Beskid (906 m) i bezimienny wierzchołek 933 m w grani głównej Orawicko-Witowskich Wierchów. Spływa we wschodnim kierunku i na wysokości 790 m uchodzi do Chrobakowego Potoku w zabudowanym obszarze miejscowości Witów.